# Geigenwerk

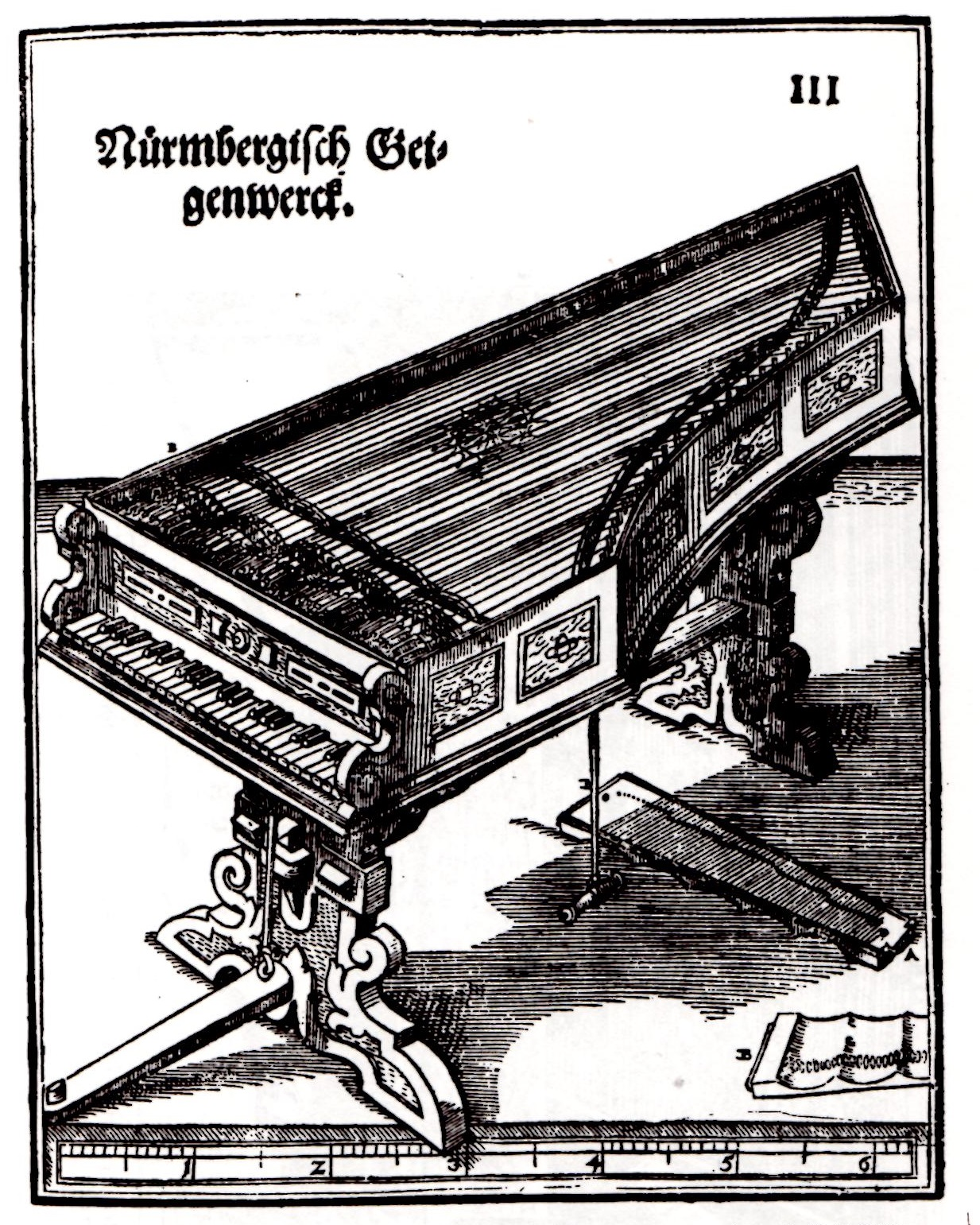
Geigenwerk - Gravure tirée du Syntagma musicum de Michael Praetorius (1575)

Un Geigenwerk (mot allemand, de Geige, violon et werk, ouvrage) est un instrument de musique à clavier et à cordes frottées, de forme rappelant celle du clavecin. 
L'instrument comporte plusieurs roues recouvertes de parchemin enduit de colophane et mises en rotation à l'aide d'une manivelle, contre lesquelles les cordes viennent frotter lorsqu'elles sont légèrement soulevées par action du joueur sur les touches du clavier. 
Un premier dessin de construction de ce genre d'instruments provient de Leonardo da Vinci (voir Viola organista). 

## Histoire
Le Geigenwerk est une invention datant de 1575, de l'organiste Hans Christoph Heyden (de) de Nuremberg. En 1576 un premier instrument fut livré à la chapelle de la cour de Munich. 
Seul le Musée des Instruments de musique de Bruxelles (MIM) conserve un Geigenwerk : l'instrument a été construit vers 1625 en Espagne par un moine nommé Raymundo Truchado. 
Les avantages étaient une prolongation indéfinie du son, la possibilité du vibrato et des nuances (piano, forte ..., qui n'étaient pas possibles sur les instruments à cordes pincées, comme le clavecin. En revanche, comme dans le cas de l'orgue, la présence d'un assistant est requise pour tourner la manivelle ... Cet instrument est une rareté qui n'a connu aucune diffusion appréciable.